# Plectiscus agilitor
Plectiscus agilitor är en stekelart som beskrevs av Aubert 1981. Plectiscus agilitor ingår i släktet Plectiscus och familjen brokparasitsteklar. Inga underarter finns listade i Catalogue of Life.